# Damien Inglis
Damien Roberto Inglis (Caiena, 20 de março de 1995) é um jogador francês de basquete profissional que atualmente joga pelo Westchester Knicks, disputando a National Basketball Association (NBA). Foi draftado em 2014 na segunda rodada pelo Milwaukee Bucks.